# 月桂叶灰木
月桂叶灰木（学名：Symplocos wikstroemiifolia）为灰木科灰木属下的一个种。

## 扩展阅读
- 維基物種上的相關：月桂叶灰木